# Limnichus orientalis
Limnichus orientalis is een keversoort uit de familie dwergpilkevers (Limnichidae). De wetenschappelijke naam van de soort werd in 1861 gepubliceerd door Victor Ivanovitsch Motschulsky.